# Wachstumskegel

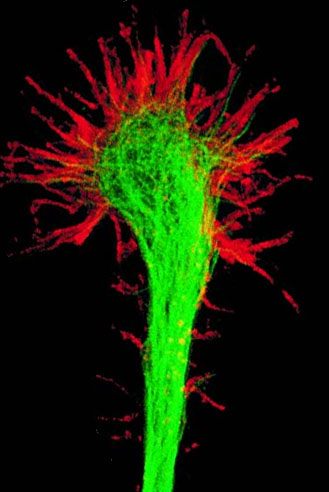
Immunfluoreszenzaufnahme eines Wachstumskegels

Als Wachstumskegel (engl. growth cone) wird das spezialisierte Vorderende eines aussprossenden Axons (Fortsatz einer Nervenzelle) bezeichnet, mit dessen Hilfe dieses den Weg in sein Zielgebiet sucht. Benötigt werden Wachstumskegel immer dann, wenn ein neues Axon aussprosst und seinen Weg sucht: in der embryonalen Entwicklung des Nervensystems, bei (vereinzelt) später neugebildeten Neuronen, die noch ohne synaptische Verknüpfung sind, bei sich regenerierenden Verbindungen und bei der Erweiterung der Verknüpfungen (Konnektivität) eines Neurons.
Die mögliche Existenz von Wachstumskegeln wurde bereits Ende des 19. Jahrhunderts von Santiago Ramón y Cajal postuliert.
In der Regel besitzen Nervenzellen einen (manchmal verzweigten) Fortsatz, der die Erregung von der Zelle wegführt (Efferenz) und mit anderen erregbaren Zellen synaptische Verbindungen eingeht. Die Abmessungen dieser als Axon oder Neurit bezeichneten Fortsätze können erhebliche Ausmaße erreichen, beispielsweise werden die von zentralen Motoneuronen (Betz-Zellen) beim Menschen über einen Meter lang, also 10.000 mal länger als der Zellleib selbst. Die Verbindungen sind allerdings typischerweise deutlich kürzer.
Eine neugebildete Nervenzelle besitzt zunächst jedoch keine dieser Verbindungen. Um Verknüpfungen neu zu erstellen, benötigt sie eine speziell ausgebildete Struktur, die ihr den Weg zu den Zielzellen weist. Diese Struktur wird als Wachstumskegel bezeichnet.

## Aufbau
Ein Wachstumskegel besteht aus einem rundlich bis kegelförmig aufgetrieben zytoplasmatischen Kern und zwei Arten von Fortsätzen: zum einen sind dies dünne sogenannte Filopodien, - schmale, fingerförmige Ausstülpungen der Zellmembran, die bis zu 50 µm Länge erreichen können. Zwischen ihnen sind die breiteren Lamellipodien gelegen. Der Wachstumskegel ist amöboid beweglich und tastet beständig mit seinen Fortsätzen seine unmittelbare Umgebung ab. Trifft er dabei auf anziehende oder abstoßende Leitsignale, richtet sich das Wachstum des Axons in Richtung und Geschwindigkeit danach aus. Anziehung führt zu einer Längenzunahme des axonalen Fortsatzes. Bei Überwiegen der abstoßenden Faktoren kann das Axon auch teilweise zurückgebildet werden, um sich dann einen anderen Weg zu suchen.

## Funktion
Es können verschiedene Mechanismen der Steuerung durch Leitsignale in der Umgebung unterschieden werden: Eine Möglichkeit ist die an zu- und abnehmenden Stoffkonzentrationen in der Umgebung ausgerichtete Chemotaxis. Dabei binden Botenstoffe (beispielsweise Netrin, Ephrin oder Semaphorin) an Zellmembranrezeptoren im Bereich des Wachstumskegels. Die dadurch im Zellinneren ausgelösten Signalkaskaden können die Cytoskelettstruktur des Axons und somit seine Ausrichtung beeinflussen. Ein und derselbe Botenstoff kann – in Abhängigkeit von den spezifischen Eigenschaften (Differenzierungsmusterm) verschiedener Nervenzellen – anziehend oder abstoßend wirken. 
Ein weiterer Mechanismus ist Kontaktführung durch Strukturproteine in der extrazellulären Matrix, die das weitere Wachstum entweder fördern oder hemmen können. In künstlich geschaffenen Umgebungen wurde untersucht, wie aussprossende Axone bestimmte Makromoleküle als Leitstrukturen bevorzugen oder vermeiden. Die durch selektive Anhaftung vermittelte, wachstumsfördernde Führung ist beispielsweise für Kollagen des Typs IV und Fibronektin belegt. Andere Moleküle bewirken eine Hemmung des axonalen Wachstums.
Auch auf Zelloberflächen lokalisierte Substanzen können in dieser Weise wirken. Vor allem Gliazellen übernehmen in der embryonalen Entwicklung häufig die Aufgabe des „Wegweisers“ (z. B. die Radiärglia). Schließlich folgen Axone häufig anderen, bereits ausgebildeten Nervenzellfortsätzen, die als Pionieraxone verstanden werden können.
Die in diesem Zusammenhang wichtigen Rezeptoren auf der Membranoberfläche des Wachstumskegels gehören in die Gruppen der Integrine, Cadherine und die Immunglobulin-Superfamilie.